# 乌来凸轴蕨
乌来凸轴蕨（学名：Metathelypteris uraiensis），为金星蕨科凸轴蕨属下的一个植物种。